# Circondario di Gourma-Rharous
Il circondario di Gourma-Rharous è un circondario del Mali facente parte della regione di Timbuctù. Il capoluogo è Rharous.

## Geografia antropica

### Suddivisioni amministrative
Il circondario di Gourma-Rharous è suddiviso in 9 comuni:
- Bambara Maoudé
- Banikane
- Gossi
- Hamzakoma
- Haribomo
- Inadiatafane
- Ouinerden
- Rharous
- Serere